# Glavna fotografija
Glavna fotografija (angleško principal photography  oz. first unit – prva enota) je izraz, ki se uporablja pri filmski in televizijski produkciji v času dejanske produkcije oziroma snemanja. Glavna fotografija predstavlja glavno enoto filmske ekipe, vključujoč z igralci. Del glavne fotografije je vsak kader, kjer se bo igralca fizično videlo (obraz); z vsemi povezanimi členi (če je kader dolg, sestavljen, toda koherenten).
Ta enota porabi večino proračunskega denarja, namenjenega produkciji. Hkrati ta del za financerje (studio, investitorje) pomeni prelomnico, saj bi bilo predrago, da bi produkcijo ustavili. Občasno se to zgodi, če s projekta odide vidnejši član (npr. igralec), vendar ga praviloma hitro zamenjajo in nadaljujejo z izvedbo.
Poleg glavne poznamo tudi sekundarno in dodatno fotografijo.